# William Peto
William Peto (né en Warwickshire, Angleterre, et mort à Londres, en avril 1558) est un cardinal anglais du XVIe siècle. Il est membre de l'ordre des franciscains.

## Repères biographiques
Peto étudie à l'université d'Oxford et à l'université de Cambridge. Il est confesseur de la princesse Marie et est provincial de son ordre en Angleterre. Peto s'oppose au divorce du roi Henri de Catherine d'Aragon dans un prêche à Greenwich en présence du roi en 1532 et est emprisonné. Après sa libération il se rend à Anvers, où il écrit un livre contre le divorce et correspond avec les martyrs futurs Thomas More et John Fisher. Il voyage en Italie et y rencontre Pietro Carafa, le futur pape Paul IV. En Italie il adhère aux opposants du cardinal Reginald Pole.
Il est élu évêque de Salisbury en 1543 et rentre en Angleterre lors de la succession de Marie Tudor au trône, mais ne prend pas possession de son siège.
Le pape Paul IV le crée cardinal lors du consistoire du 14 juin 1557, mais il ne reçut jamais son titre.